# Kunstwanderweg Hoher Fläming

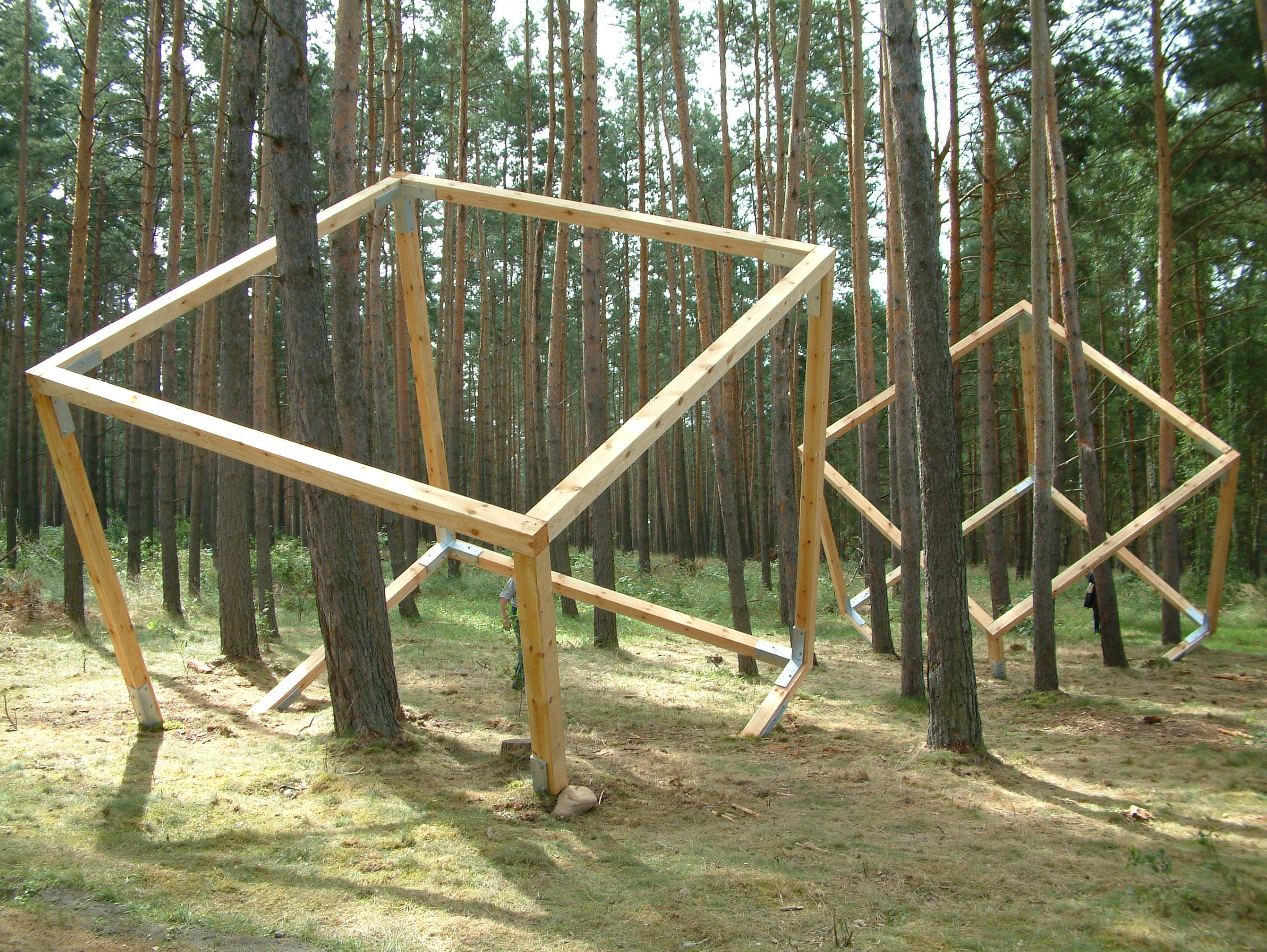
Unter Kiefern von Susken Rosenthal

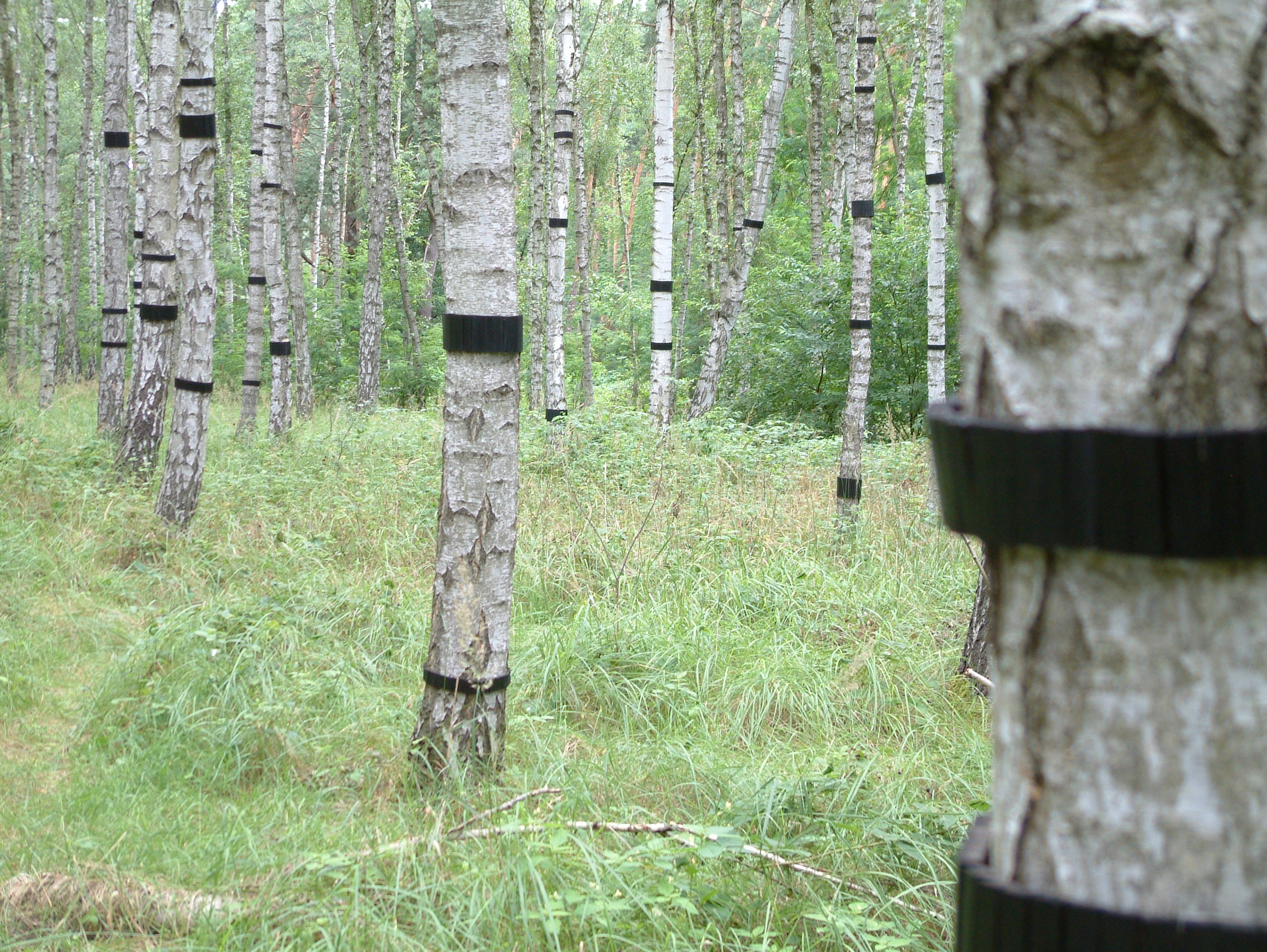
Intermezzo von Susanne Ruoff

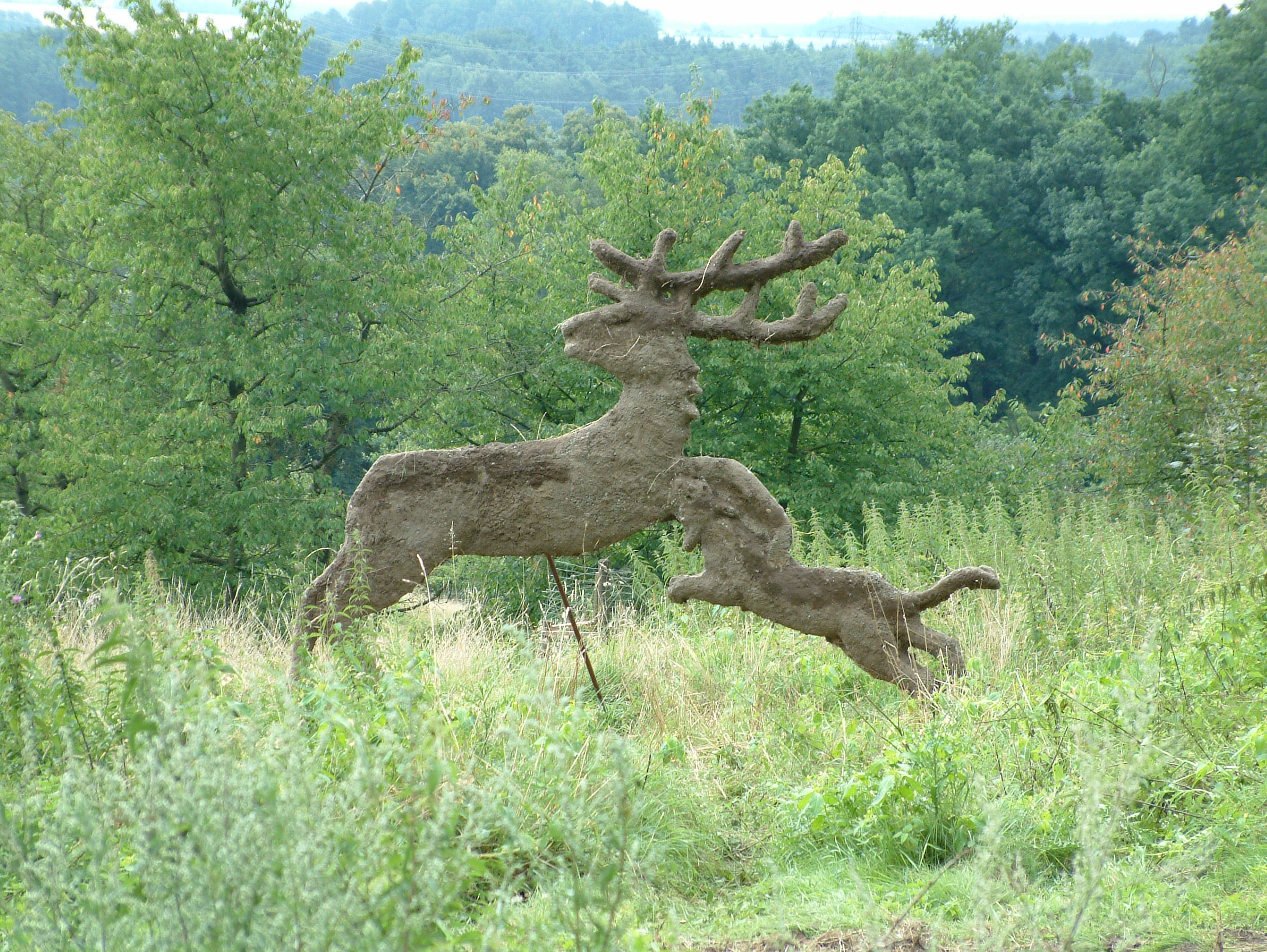
Die Jagd von Joerg Schlinke

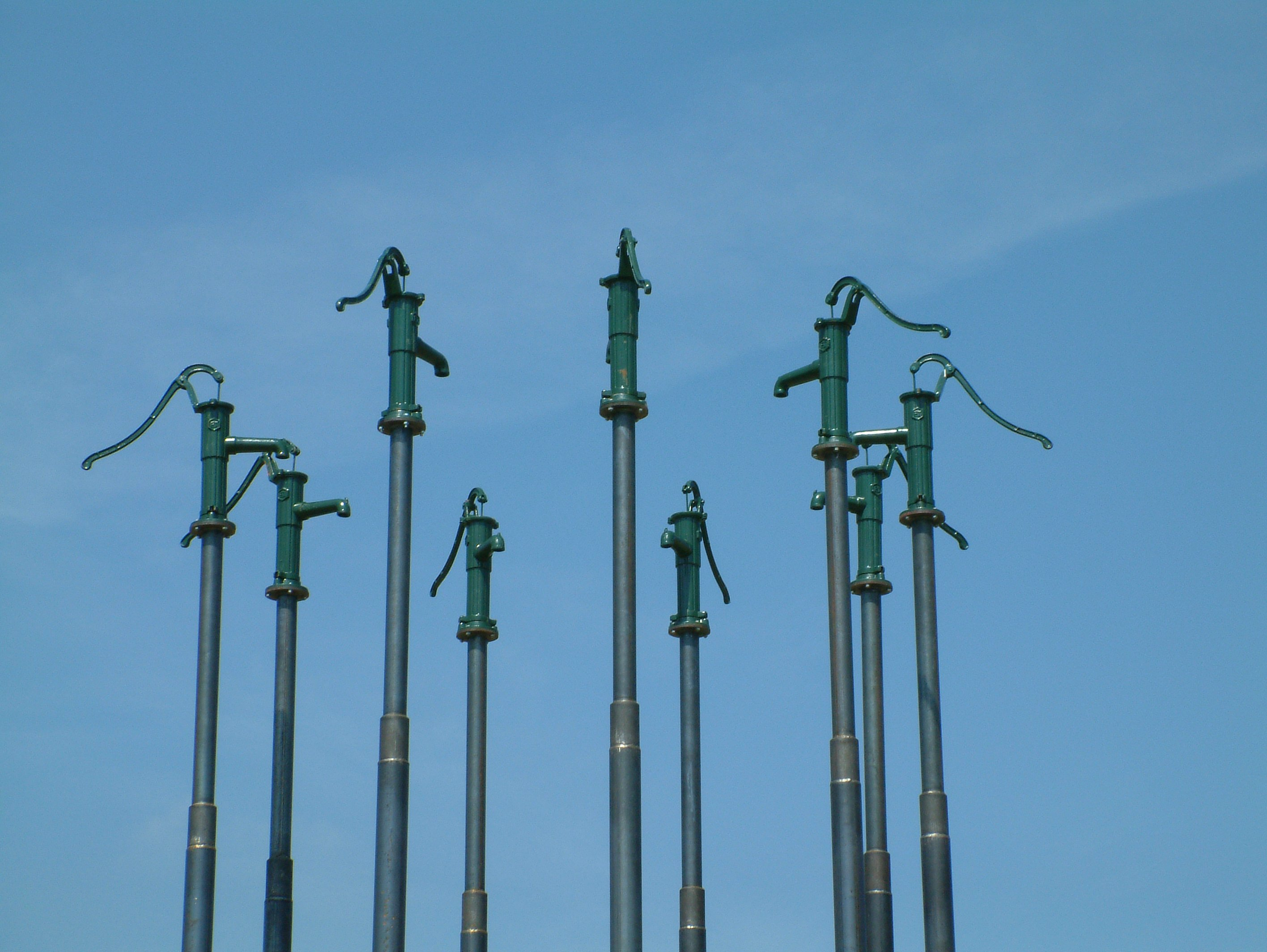
Wasserfall für den Fläming von Wolfgang Buntrock und Frank Nordiek

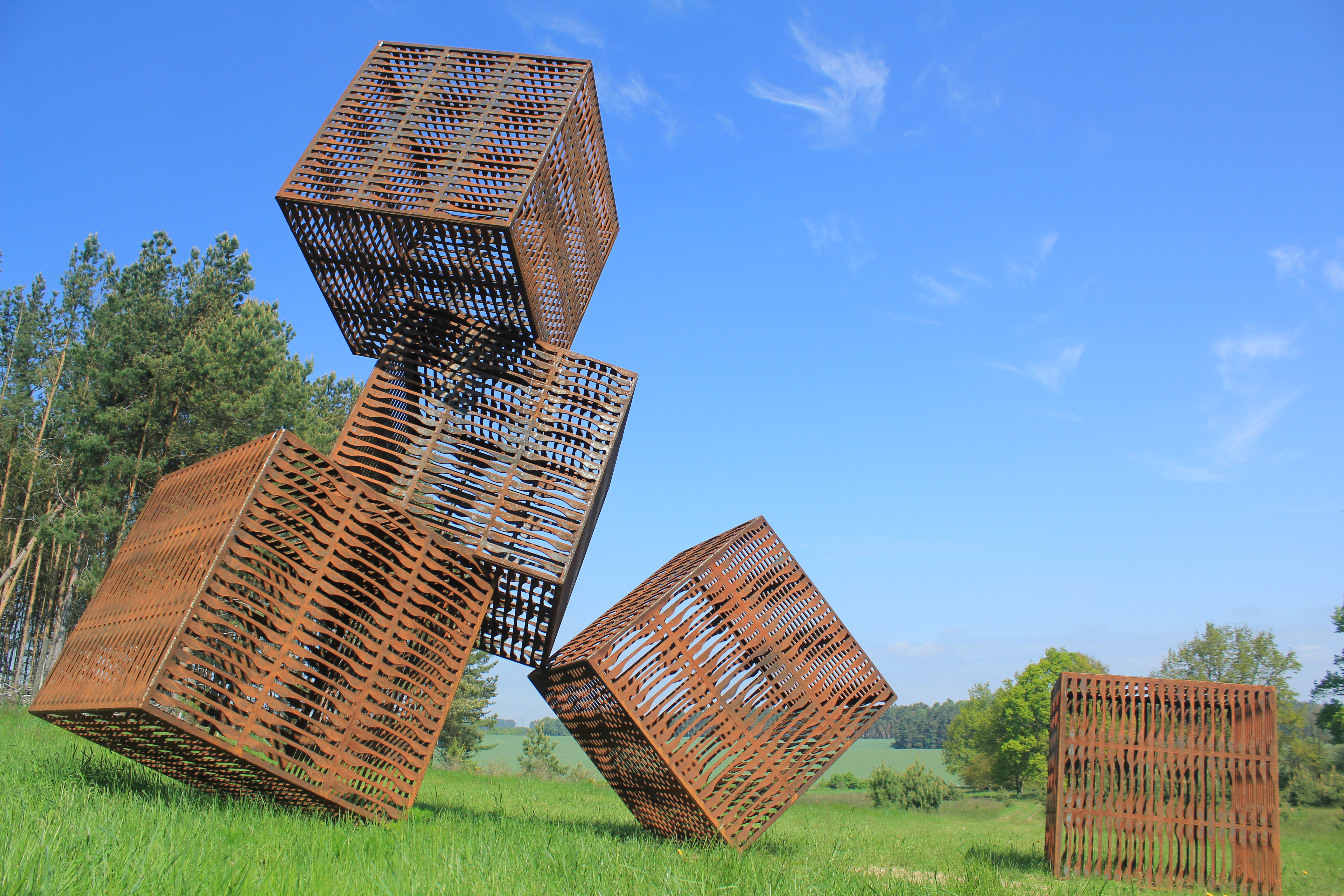
Fünf Kuben von Karl Menzen

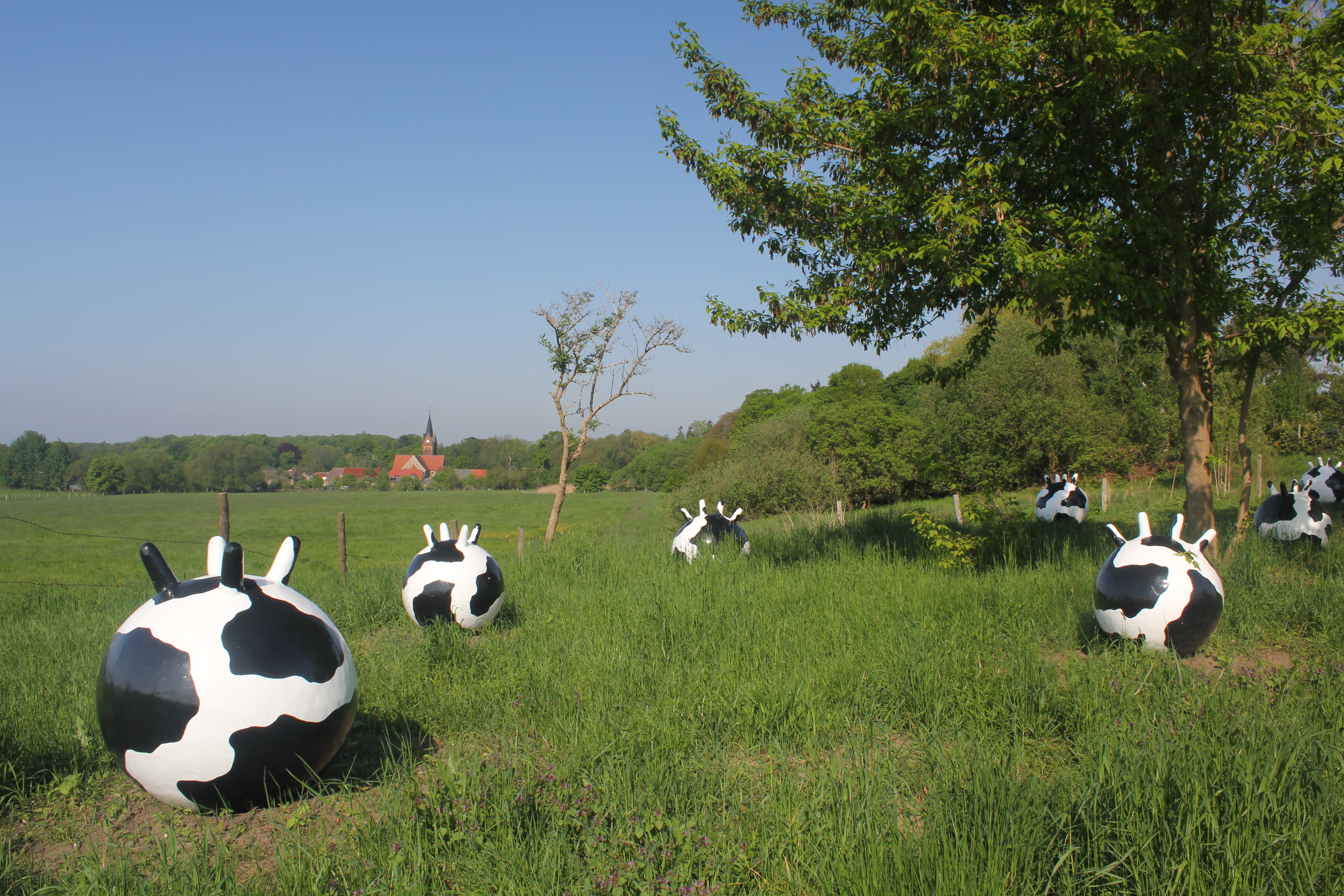
(K)UIER(EN) – Spazierengehen von Silke De Bolle

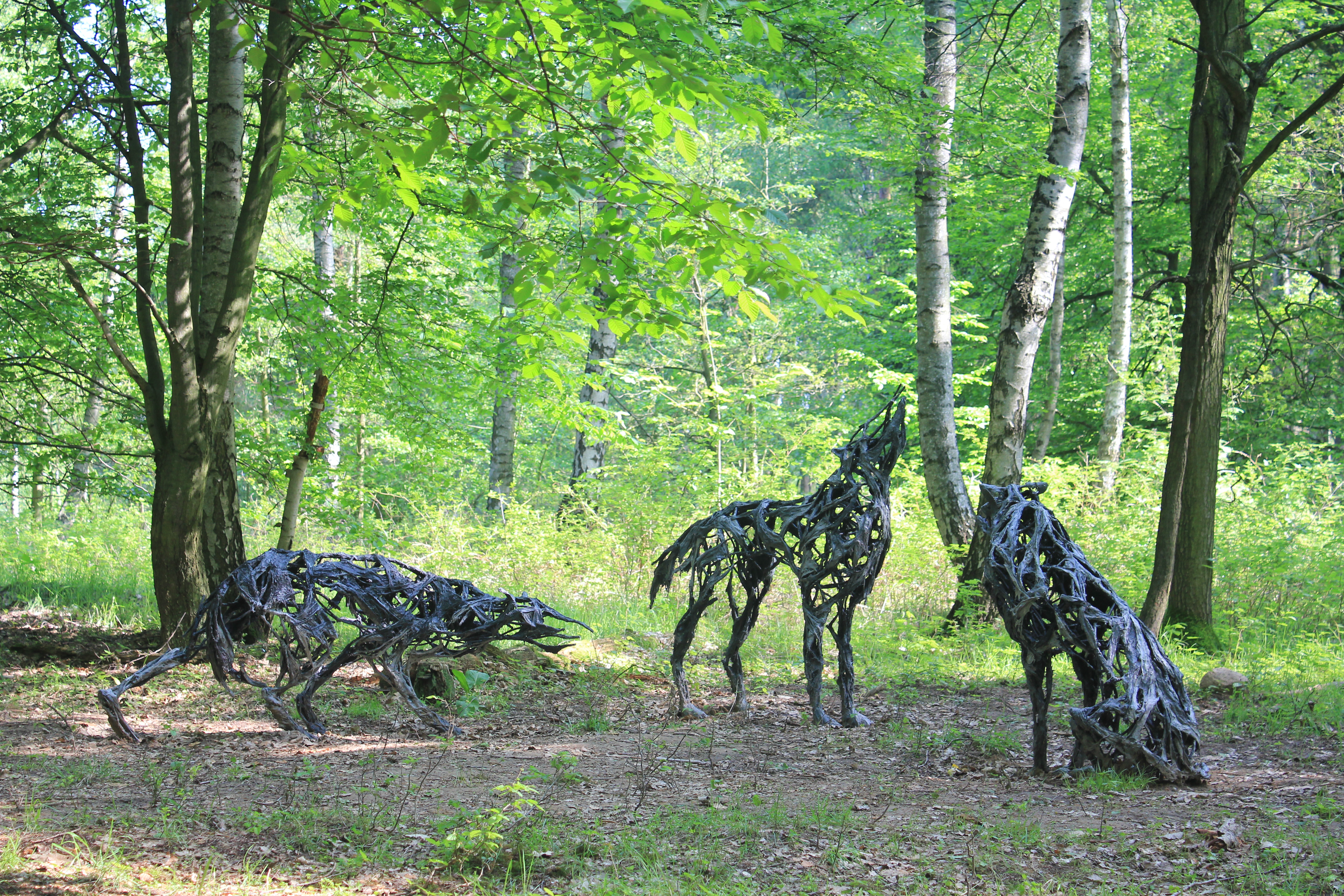
Wölfe von Marion Burghouwt

Der Kunstwanderweg Hoher Fläming ist ein System von Skulpturenwegen im Naturpark Hoher Fläming in Brandenburg, das die Bahnhöfe von Bad Belzig und Wiesenburg/Mark verbindet. Die 17 km lange Nordroute wurde am 5. August 2007, die 16 km lange Südroute am 8. Mai 2010 und die 10 km lange Augmented-Reality-Route am 18. März 2023 eröffnet. Verschiedene Verbindungswege sind in Planung. Der Naturparkverein Fläming e. V. hat die Routen geplant und umgesetzt. Die Finanzierung erfolgte über das europäische LEADER-Programm.

## Nordroute
Entlang der Nordroute, die von Bad Belzig über Hagelberg und Schmerwitz nach Wiesenburg führt, wurden 10 landschaftsbezogene Kunstwerke realisiert, die im Rahmen eines bundesweiten Wettbewerbs aus 114 Bewerbungen ermittelt wurden. Vorsitzender der Jury war Rolf Kuhn, der Geschäftsführer der Internationalen Bauausstellung Fürst-Pückler-Land.
| Platz                | Titel                                                            | Künstler                              |
| -------------------- | ---------------------------------------------------------------- | ------------------------------------- |
| 1. Preis             | Unter Kiefern                                                    | Susken Rosenthal                      |
| 1. Preis             | Intermezzo                                                       | Susanne Ruoff                         |
| 1. Preis             | Die Jagd                                                         | Joerg Schlinke                        |
| Sonderpreis der Jury | Wasserfall für den Fläming                                       | Wolfgang Buntrock und Frank Nordiek   |
| Anerkennungspreis    | Pflanzenlabyrinth                                                | Jahna Dahms                           |
| Anerkennungspreis    | Wandlungen zwischen Wunderpunkten                                | Sebastian David                       |
| Anerkennungspreis    | Unverhoffte Begegnung zweier Wanderstiefel mit der großen Rummel | Walter Gramming und ushi f            |
| Anerkennungspreis    | Von Liebe und Sinnen                                             | Josefine Günschel und Roland Albrecht |
| Anerkennungspreis    | Axis Mundi                                                       | Jens Kanitz                           |
| Anerkennungspreis    | Findling                                                         | Hartmut Renner                        |

## Südroute
Der Wettbewerb zur Realisierung der Südroute, die von Bad Belzig über Borne nach Wiesenburg/Mark führt, wurde im Januar 2009 ausgeschrieben. Thema war die Besiedelung des Fläming durch Flamen vor 850 Jahren. Der Kunstwettbewerb wurde in Flandern und im Fläming ausgeschrieben. In einem zweistufigen Wettbewerbsverfahren wurden jeweils sechs Kunstwerke aus Flandern und aus dem Fläming zur Realisierung ausgewählt. Vorsitzender der Jury war erneut Rolf Kuhn.

### Künstler aus Flandern
| Platz | Titel                        | Künstler               |
| ----- | ---------------------------- | ---------------------- |
| 2.    | (K)UIER(EN) – Spazierengehen | Silke De Bolle         |
|       | Stützen                      | Guy van Tendeloo       |
| 3.    | Wölfe                        | Marion Burghouwt       |
|       | Line up                      | Johan Walraevens       |
|       | Porzellanbaum                | Barbara Vandecauter    |
|       | Sphären                      | Marie-Christine Blomme |

### Künstler aus dem Fläming
| Platz | Titel                    | Künstler       |
| ----- | ------------------------ | -------------- |
|       | Schwarzstorch im Fläming | Egidius Knops  |
|       | Flämisches Haus          | Birgit Cauer   |
|       | Ruhende Brücke           | Hannes Forster |
| 1.    | Fünf Kuben               | Karl Menzen    |
|       | Gartenbild               | Jost Löber     |
|       | Die Stele                | Ute Hoffritz   |

## Kunstwanderweg XR
Mit Unterstützung des Europäischen Fonds für regionale Entwicklung (EFRE) im Rahmen der Reaktion der EU auf die COVID-19-Pandemie und des Landkreis Potsdam-Mittelmark, wurde der Kunstwanderweg auf der 10 km langen Strecke zwischen dem Bahnhof Wiesenburg und Klein Glien um digitale Kunst mit Augmented-Reality-Technologie erweitert. Im Rahmen eines Wettbewerbs wurden die fünf Kunstschaffenden aus über 50 nationalen und internationalen Bewerbern ausgewählt. Sechs bereits bestehende Kunstwerke wurden mit 3D-Animationen der Kunstschaffenden – sogenannte Avatare – ausgestattet. Die Route wurde am 18. März 2023 eröffnet.
| Titel                         | Künstler           | Land        |
| ----------------------------- | ------------------ | ----------- |
| Der Seele, die in Blumen lebt | Patricia Detmering | Deutschland |
| SOBH                          | Mohsen Hazrati     | Irak        |
| Survival Machines             | Anke Schiemann     | Deutschland |
| Synthesis                     | Susi Vetter        | Deutschland |
| Camera Trap                   | Tina Willgren      | Schweden    |

## kunst land hoher fläming
Unter der Dachmarke kunst land hoher fläming präsentieren sich künstlerische Aktivitäten im Hohen Fläming. Eine Projektgruppe unter dem Dach des Naturparkvereins Fläming e. V. konzipiert künstlerische Projekte im Hohen Fläming und setzt sie um. Das erste Projekt war im Jahr 2006 die Kunstspur, ein 2,5 km langer Wanderweg mit von einheimischen Künstlern gestalteten Kunstwerken. Nach der Realisierung der Nordroute des Kunstwanderweges im Jahr 2007 und der Südroute im Jahr 2010 sind weitere Projekte geplant.